# Martín Bautista de Lanuza
Martín Bautista de Lanuza (Híjar, 1550-3 de abril de 1622) fue Justicia de Aragón. 

## Orígenes familiares
De nombre completo Martín Bautista de Lanuza de Sellán Fernández de Heredia Ruiz de Moros y Ruiz de Azagra. Era hijo de Miguel Bautista de Cellan y de Catarina de Lanuza, hija de Ferrer de Lanuza, Gentilhombre de Cámara del emperador Carlos V y embajador extraordinario en Inglaterra en 1521, casado con Teresa de Lanuza.
Era por lo tanto miembro por línea materna de la Casa de Lanuza, que había monopolizado el puesto de Justicia de Aragón durante generaciones. Nació en Híjar, arzobispado de Zaragoza en 1550 y en donde sus padres se encontraban asentados. 

## Biografía
Fue educado al lado de su tío Jerónimo Bautista de Rudilla, prior de la iglesia del Pilar, y teniendo por maestros Latín y Griego a los famosos gramáticos Antonio Gil, en Albalate y Pedro Nuñez en Zaragoza, en breve se distinguió por su facilidad, ingenio y aplicación. 

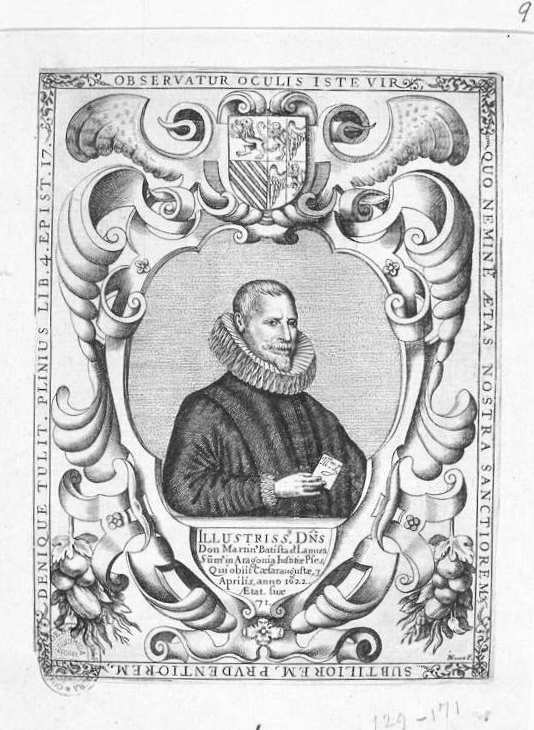
Juan de Noort: Retrato de Martín Bautista de Lanuza, grabado calcográfico, 174 x 129 mm, recogido en El gran iusticia de Aragón, Madrid, por Diego Díaz de la Carrera, 1650. Biblioteca Nacional de España.

Aprendió además filosofía en la universidad de Valencia, junto con sus dos hermanos; Miguel y Jerónimo, donde terminó obteniendo el bachiller en Artes en agosto de 1568.  
Con veinte años se inició jurisprudencia y para graduarse de licenciado en dicha facultad, pasó a Salamanca y de allí a Huesca, donde recibió la borla de doctor. Después se estableció en Zaragoza y con el auxilio de su pariente Juan de Lanuza, quien era el Justicia de Aragón entonces, adquirió en breve tanta reputación que apenas podía satisfacer a las instancias de varios litigantes que le solicitaban a través de su patrono, a pesar de que en aquella época abundaba Zaragoza en excelentes jurisconsultos, tales como Nueros, Altarriba, Tafalla y otros. 

## Lugarteniente del Justicia de Aragón
Felipe II le nombró en 1581 lugarteniente del justicia Juan de Lanuza y en 1584 convino en que este magistrado le llevase por su asesor a las cortes de Monzón.  
Su actuación en dichas Cortes debió de ser destacada ya que poco después Felipe II le asignó una plaza del consejo de Nápoles, aunque una larga enfermedad que sufrió en aquel intermedio, le privó de tomar posesión de aquel destino y dio lugar a que Felipe II le mantuviese como lugarteniente del justicia.  
No tardó en tener que tomar decisiones ya que en las montañas se llevaba a cabo desde hace tiempo una serie de luchas de bandos en las montañas, entre los propios montañeses y moriscos, la presencia de la Inquisición, además de la Guerra de Ribagorza, algo que consiguió controlar poco antes del 1590. 
Fue entonces cuando acaeció aquel lance con Antonio Pérez, secretario del rey, quien buscaba en los fueros de Aragón, el asilo de las figuras judiciales aragonesas pero esto debía acordárselo el tribunal del justicia ante lo cual hubo grandes discusiones y formación de bandos a favor y en contra del rey.  
Martín, a pesar de ser pariente del entonces ya Juan de Lanuza, El Mozo y de ser el único de los  lugartenientes del Justicia que estaba en contra de declarar la entrada del ejército castellano en la capital aragonesa como contrafuero, se alineó con el rey y mandó sorprender a Antonio Pérez en Calatayud y conducirle preso a Zaragoza, procurando con sus medidas evitar todo alboroto. Felipe II, satisfecho de los servicios de Lanuza, le honró con el empleo de regente del consejo supremo de aquel reino y según su biógrafo Faria, intentó conseguir una represión más suave, a menudo oponiéndose a las propuestas de la Inquisición. 

## Justicia de Aragón
Tras las Cortes de Tarazona de 1592 fue nombrado regente en el Consejo de Aragón y, simultáneamente desde 1593, con la regencia en el Tribunal de Cruzada. Ya en el gobierno de Felipe III y tras la muerte de su suegro Juan Ram, fue nombrado caballero y Justicia de Aragón en 1601, dejando su plaza en el Consejo de Aragón y ejerciendo como tal hasta su muerte. 
Durante su justiciazgo se produjo expulsión de los moriscos de Aragón y Valencia, en donde más afecto la medida ya que en Valencia se estima que se perdió hasta un quince por ciento de la población, lo que también arruinó a sus señores y sus acreedores. Igualmente usó las herramientas legales del Justicia en el 1619 para parar los intentos de la monarquía a través del virrey para bloquear el comercio con Francia, algo que para la economía aragonesa era muy importante, algo que su sucesor Lucas Pérez Manrique continuó defendiendo en 1625. 
Murió el 3 de abril de 1622 siendo sepultado en la capilla de la Anunciación de la Virgen, que él había edificado y enriquecido a su costa en el claustro de El Pilar. El padre Juan Rajas, docto jesuita, compuso un epitafio para su sepulcro, el cual viene a ser un compendio enérgico de sus sobresalientes virtudes.

## Matrimonio
Martín quería abrazar el estado monástico; pero siguiendo las órdenes de sus padres se casó con doña Isabel de Ram, originaria de Morella y hermana del también Justicia Juan Ram, con quien no tuvo hijos. 